# Varanus dalubhasa
Varanus bitatawa
Espèce
Statut CITES
Varanus dalubhasa est une espèce de sauriens de la famille des Varanidae.

## Répartition
Cette espèce est endémique de l'île de Luçon aux Philippines.

## Publication originale
- Welton, Travers, Siler & Brown, 2014 : Integrative taxonomy and phylogeny-based species delimitation of Philippine water monitor lizards (Varanus salvator Complex) with descriptions of two new cryptic species. Zootaxa no 3881 (3), p. 201–227.